# Emil Holub
Emil Holub (Holice, 7 ottobre 1847 – Vienna, 21 febbraio 1902) è stato un esploratore, cartografo ed etnografo ceco attivo in Africa.
In un sondaggio del 2005, fu votato alla posizione 90 del 100 più grandi cechi.

## Gioventù
Holub nacque a Holice in Boemia orientale (allora parte dell'impero austriaco, oggi Repubblica Ceca) nella famiglia di un medico comunale. Dopo aver studiato presso la Grammar School di lingua tedesca di Žatec (Saaz), fu ammesso all'Università Carolina di Praga dove si laureò in medicina (1872).

## Spedizioni in Africa
Convintosi a visitare l'Africa dopo aver letto i diari di David Livingstone, Holub raggiunse Città del Capo, in Sudafrica, poco dopo essersi laureato e si trasferì nei pressi di Kimberley dove iniziò a praticare medicina. Dopo otto mesi Holub si unì ad un gruppo di cacciatori locali per una spedizione di due mesi, o "safari scientifico", nella quale iniziò a raccogliere un'ampia collezione di storia naturale.
Nel 1873 Holub partecipò ad un secondo safari scientifico, dedicandosi alla raccolta di materiale etnografico. Durante la terza spedizione nel 1875 raggiunse il fiume Zambesi disegnando la prima mappa dettagliata della regione che circonda le cascate Vittoria. Holub scrisse e pubblicò il primo libro in inglese sulle cascate Vittoria a Grahamstown, nel 1879.
Dopo essere tornato a Praga per molti anni, Holub organizzò un'audace spedizione in Africa. Nel 1883 Holub, con la nuova moglie e sei guide, decise di fare quello che nessuno aveva mai osato fare: esplorare per l'intera lunghezza l'Africa da Città del Capo all'Egitto. La spedizione fu colpita da malattie e dal fatto che gli Ila non collaborarono, per cui il gruppo di Holub dovette fare ritorno nel 1886.
Holub organizzò due mostre che riscossero grande successo, nel 1891 a Vienna e nel 1892 a Praga. Frustrato dal fatto che non riusciva a trovare una sede permanente per la sua ampia collezione di manufatti, vendette o regalò parte della collezione a musei, istituzioni scientifiche e scuole.
In seguito Holub pubblico una serie di documenti, collaborò con riviste e tenne conferenze. La sua morte prematura a Vienna avvenne il 21 febbraio 1902, a causa di complicazioni della malaria e di altre malattie contratte in Africa.
Nel 1952 fu girato il film Velké dobrodružství (Grande avventura) incentrato sulle spedizioni di Holub.

## Commemorazioni del retaggio di Holub
- Nel 1949 fu inaugurato un monumento dedicato a Holub da Jindřich Soukup, nella sua città natale di Holice
- Nel 1970 la città di Holice aprì un museo dedicato ad Emil Holub nei pressi del principale ufficio postale, comprensivo di un vicino monumento
- Il 20 febbraio 2002 la Banca nazionale della Repubblica Ceca emise una moneta d'argento da 200 corone ceche per commemorare il centenario della morte del dottor Emil Holub
- Tra il 2002 ed il 2006 L'ambasciata ceca ad Harare (capitale dello Zimbabwe) organizzò alcune attività per commemorare Emil Holub[2]
- Nel settembre 2005, esattamente 130 anni dopo la prima visita di Holub alle cascate Vittoria, fu inaugurata una sua statua creata dallo scultore Last Mahwahwa[3] da parte dell'ambasciatore ceco Jaroslav Olša e dell'ambasciatore austriaco Michael Brunner di fronte al museo nazionale dello Zambia a Livingstone, città che sorge accanto alle cascate Vittoria

## Opere
- Emil Holub, Seven Years in South Africa: Travels, Researches and Hunting Adventures, Between the Diamond-Fields and the Zambesi (1872–79), 2 vol., Londra, Sampson Low, Marston, Searle & Rivington, 1881.  (Ristampa nel 1975, Johannesburg: Africana Book Society).